# Agrotis desillii
Agrotis desillii là một loài bướm đêm trong họ Noctuidae.